# أوغست هيربين
أوغست هيربين (29 أبريل 1882 – 31 يناير 1960) كان رسامًا فرنسيًا للفن الحديث. يشتهر بلوحاته التكعيبية والتجريدية التي تتكون من أشكال هندسية ملونة. شارك في تأسيس مجموعتي التجريد-الخلق Abstraction-Création و معرض الحقائق الجديدة Salon des Réalités Nouvelles، اللتين روجتا للفن التجريدي غير التصويري.

## وقت مبكر من الحياة
ولد هيربين في كويفي، نورد في أقصى شمال فرنسا. كان والده حرفيًا. درس هيربين الرسم في مدرسة الفنون الجميلة في ليل، من عام 1899 إلى عام 1901، عندما استقر في باريس.

## حياة مهنية
كان التأثير الأولي للانطباعية وما بعد الانطباعية واضحًا في اللوحات التي أرسلها إلى صالون المستقلين عام 1906، لكنه تحول تدريجيًا إلى الاهتمام بالفوفيّة (وحشية)، وشارك في صالون دوتون عام 1907. بدأ في تجربة التكعيبية بعد انتقاله عام 1909 إلى محترف باتو لافوار، حيث التقى بـ بابلو بيكاسو، وجورج براك، وأوتو فروندليتش، وخوان غريس؛ كما تأثر بصداقة جامع الأعمال الفنية والناقد ويليام أودي. عُرضت أعماله في نفس القاعة التي ضمت لوحات جان ميتزنجر، وألبرت غليزس، وفرناند ليجيه في صالون المستقلين عام 1910.
في عام 1914، عند اندلاع الحرب العالمية الأولى ، تم إعفاؤه من الخدمة العسكرية بسبب قصر قامته، وتم تكليفه بالعمل في مصنع للطائرات بالقرب من باريس.
بعد أن أنجز أولى لوحاته التجريدية عام 1917، لفت هيربين انتباه ليونص روزنبرغ، الذي ضمه بعد الحرب العالمية الأولى إلى المجموعة المحيطة بـ غاليري دي ليفور مودرن، حيث عرض أعماله هناك عدة مرات، في مارس 1918 و1921. شكلت أعماله الراديكالية من الأشكال الهندسية البسيطة المنحوتة في الخشب المطلي، مثل "نحت خشبي ملون" (1921، متحف الفن الحديث الوطني في باريس)، تحديًا ليس فقط لمفهوم اللوحة التقليدية، ولكن أيضًا لعلاقة الشكل والخلفية في الفن. قوبلت هذه الأعمال الفنية، إلى جانب تصميماته للأثاث، بعدم الفهم، حتى من قبل النقاد الذين كانوا متعاطفين مع التكعيبية. نتيجة لذلك، وبناءً على نصيحة روزنبرغ، عاد إلى الأسلوب التمثيلي بين عامي 1926 و1927، حيث أنجز لوحات بأسلوب الموضوعية الجديدة.
تخلى هيربين لاحقًا عن لوحاته التي تصور المناظر الطبيعية، واللوحات الصامتة، والمشاهد اليومية من هذه الفترة، مثل "لاعبي الكرات" (1923، متحف الفن الحديث الوطني في باريس)، حيث كانت الأشكال تُصوَّر كحجوم مبسطة. تحت تأثير السريالية، أصبح أكثر انتقادًا للأشكال الهندسية العقلانية التي استخدمها فنانو دي ستايل. بعد عام 1927، بدأ هيربين يهتم بالصور المجهرية للبلورات والنباتات، وتخلى تمامًا عن الرسم التصويري.

## المجموعات العامة
ومن بين المجموعات العامة التي تحتوي على أعمال أوغوست هيربين:
- متحف دي فونداتي ، زفول، هولندا
- متحف كرولر مولر ، أوتيرلو، هولندا
- المعارض الوطنية في اسكتلندا
- متحف ماتيس ، لو كاتو-كامبريسي ، فرنسا
- متحف كونستن للفن الحديث، ألبورج ، الدنمارك
- متحف الفن الحديث، سيريه، فرنسا
- متحف نيوبرغر للفنون ، نيويورك، الولايات المتحدة

## روابط خارجية
- Culture.gouv.fr، Base Mémoire، La Médiathèque de l'architecture et du patrimoine
- وكالة التصوير الفوتوغرافي لاتحاد المتاحف الوطنية والقصر الكبير في الشانزليزيه
- سجاد فني من تصميم أوغست هيربين مع معرض بوكارا